# Jan Meijer
Johannes Michaël (Jan) Meijer (Amsterdam, 8 juni 1921 – Amsterdam, 21 oktober 1993) was een Nederlandse atleet, die zich had toegelegd op de sprint. Hij werd voornamelijk bekend door zijn optreden als lid van de nationale 4 x 100 m estafetteploeg tijdens de Olympische Spelen van 1948 in Londen.

## Loopbaan
Meijer, die lid was van de Amsterdamse atletiekvereniging Blauw Wit, werd in 1948 uitgezonden naar de Olympische Spelen in Londen, waar hij deelnam aan de 100 m individueel en de 4 x 100 m estafette. Op de 100 m strandde hij in de 4de serie van de eliminaties als derde met een tijd van 11,0. Op de 4 x 100 m bereikte het Nederlandse team, na winst in de serie met 41,7, echter de finale. Hierin finishte hij, tezamen met zijn teamgenoten Gabe Scholten, Jo Zwaan, en Jan Lammers als zesde en laatste in 41,9. Even leek er zelfs nog een vijfde plaats in te zitten, want het winnende Amerikaanse team werd na afloop van de finale wegens een verkeerde wissel gediskwalificeerd. Na bestudering van een amateurfilmpje bleek de eerdere diskwalificatie echter ten onrechte, waarna deze werd teruggedraaid. De Amerikaanse estafetteploeg werd na drie dagen in ere hersteld en ontving alsnog de gouden medaille. Het Nederlandse team viel daardoor weer terug naar de zesde plaats.
Jan Meijer behaalde nooit een Nederlandse titel. Wel was hij in 1948 betrokken bij een recordverbetering op de 4 x 200 m estafette. Samen met Jan Lammers, Gabe Scholten en Anton Blok kwam hij dat jaar tot een tijd van 1.28,0, een verbetering van het bestaande nationale record met 0,4 seconde. Dit record werd in 1949 echter alweer overtroffen.

## Persoonlijke records
| Onderdeel | Prestatie | Jaar |
| --------- | --------- | ---- |
| 100 m     | 10,8 s    | 1948 |
| 200 m     | 22,2 s    | 1947 |